# اچ‌ام‌اس کامپانیا (۱۹۱۴)
اچ‌ام‌اس کامپانیا (۱۹۱۴) (به انگلیسی: HMS Campania (1914)) یک کشتی بود که طول آن ۶۲۲ فوت (۱۸۹٫۶ متر) بود. این کشتی در سال ۱۸۹۲ ساخته شد.